# Jardin du Regard-de-la-Lanterne
Le jardin du Regard-de-la-Lanterne est un espace vert du 19e arrondissement de Paris.

## Situation et accès
Le jardin du Regard-de-la-Lanterne est situé 3, rue Augustin-Thierry, au croisement de la rue Compans, dans le 19e arrondissement de Paris, à proximité immédiate de la place des Fêtes.
Ce site est desservi par les lignes 7 bis et 11 à la station Place des Fêtes et par la ligne 11 à la station Télégraphe.

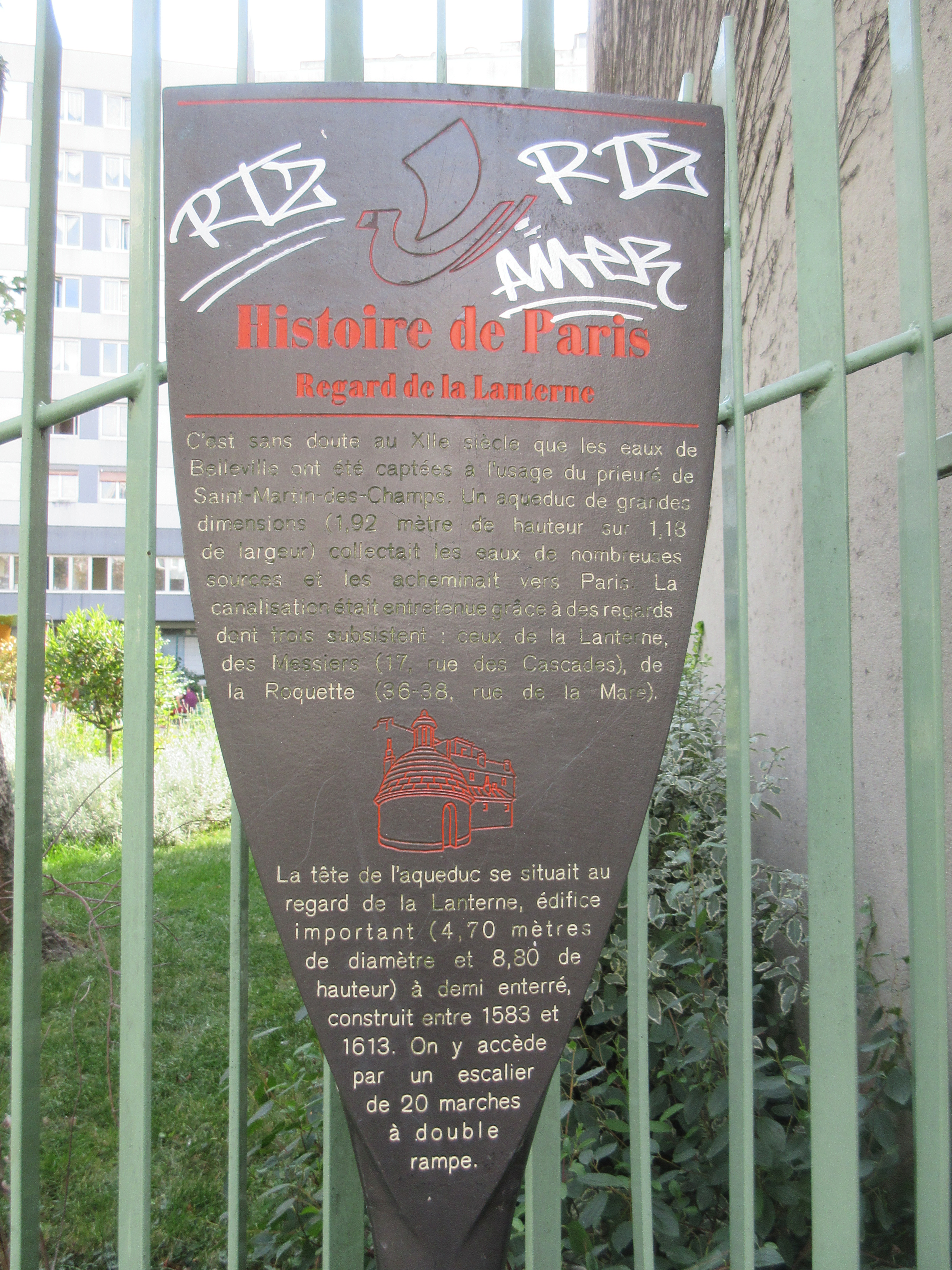
Panneau Histoire de Paris
« Regard de la Lanterne ».

## Aménagement
D'une superficie de 0,099 4 ha, le jardin est pris entre les barres de logement qui voisinent la place des Fêtes. Le jardin est composé autour d'un monument historique, le regard de la Lanterne, qui sert de fabrique de jardin. Cet espace vert dispose d'une aire de jeu pour enfants.

## Origine du nom
Il doit son nom au regard de la Lanterne.

## Historique
Le jardin du Regard-de-la-Lanterne a été aménagé en 1975.